# Francesca Annis
Francesca Annis, född 14 maj 1945 i London, England, är en brittisk skådespelare. Annis har medverkat i tv-serier som Lillie (1978), Agatha Christie's Partners in Crime (1983-1984), Reckless (1998), Fruar och döttrar (1999), Deceit (2000), Cranford (2007) och Home fires (2015–2016). Hon har även medverkat i filmer som Krull (1983), Dune (1984), The Debt Collector (1999) och The Libertine (2004).

## Biografi
Annis spelade Kleopatras tjänarinna i filmen Cleopatra 1963. Hon spelade den kvinnliga huvudrollen i brittiska långfilmer som The Eyes of Annie Jones 1964 och Run with the Wind 1966.
År 1971 spelade hon Lady Macbeth i den av Roman Polanski regisserade filmen The Tragedy of Macbeth. Efter detta fanns hon på rollistan i flera brittiska TV-filmer och TV-serier, till exempel som engelske kungen Edward VII:s älskarinna Lillie Langtry i Edward the Seventh 1975 och Lillie 1978. I Sverige visades serien Lillie på TV1 1980.
År 1984 spelade Franceska Annis den kvinnliga huvudrollen som "Lady Jessica" i science fiction- och fantasy-filmen Dune, som skrevs och regisserades av David Lynch.
Fransesca Annis har även gjort många biroller i brittiska och amerikanska TV-serier och TV-filmer, däribland i I'll Take Manhattan, Helgonet samt Magnum, där hon spelar den förnäma Penelope St. Clair. 
Åren 1983 och 1984 löste hon mordgåtor i huvudrollen som Tuppence Beresford i tio fristående avsnitt i serien Agatha Christie's Partners in Crime, som byggde på Agatha Christies noveller. Året innan, 1982, hade hon haft huvudrollen som Tuppence Cowley i den för TV filmatiserade Christie-mordgåtan The Secret Adversary. 
Annis är även medverkat i TV-serier som Between the Lines, Cranford och Deceit.

## Filmografi i urval
- 1963 – Cleopatra
- 1964 – Crooks in Cloisters
- 1964 – The Eyes of Annie Jones
- 1964 – Flipper's New Adventure
- 1966 – Run with the Wind
- 1971 – The Tragedy of Macbeth
- 1975 – Edward the Seventh (Miniserie)
- 1978 – Lillie (TV-serie)
- 1980 – Varför bad de inte Evans? (TV-film)
- 1983 – Krull
- 1983 – Den hemlighetsfulle motståndaren (TV-film)
- 1983–1984 – Agatha Christie's Partners in Crime (TV-serie)
- 1984 – Dune
- 1986 – Under the Cherry Moon
- 1988 – Onassis: The Richest Man in the World (TV-film)
- 1993 – Between the Lines (TV-serie) (åtta avsnitt)
- 1997 – Reckless (TV-serie)
- 1998 – Reckless - The Sequel
- 1999 – Fruar och döttrar (TV-serie)
- 1999 – The Debt Collector
- 1999 – Onegin
- 2004 – The Libertine
- 2005 – Revolver
- 2006 – Jane Eyre (Miniserie)
- 2007 – Cranford (TV-serie) (fem avsnitt)
- 2009 – Return to Cranford
- 2015–2016 – Home fires (TV-serie)